# Norweska Partia Komunistyczna

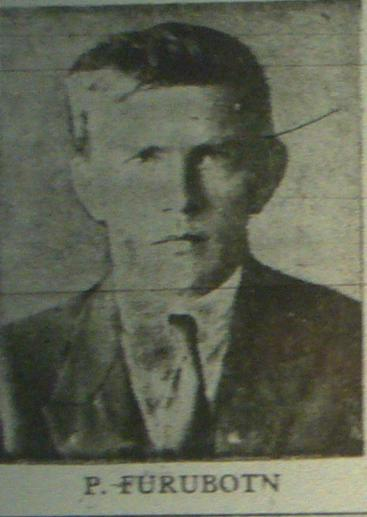
Peder Furubotn – długoletni sekretarz generalny partii

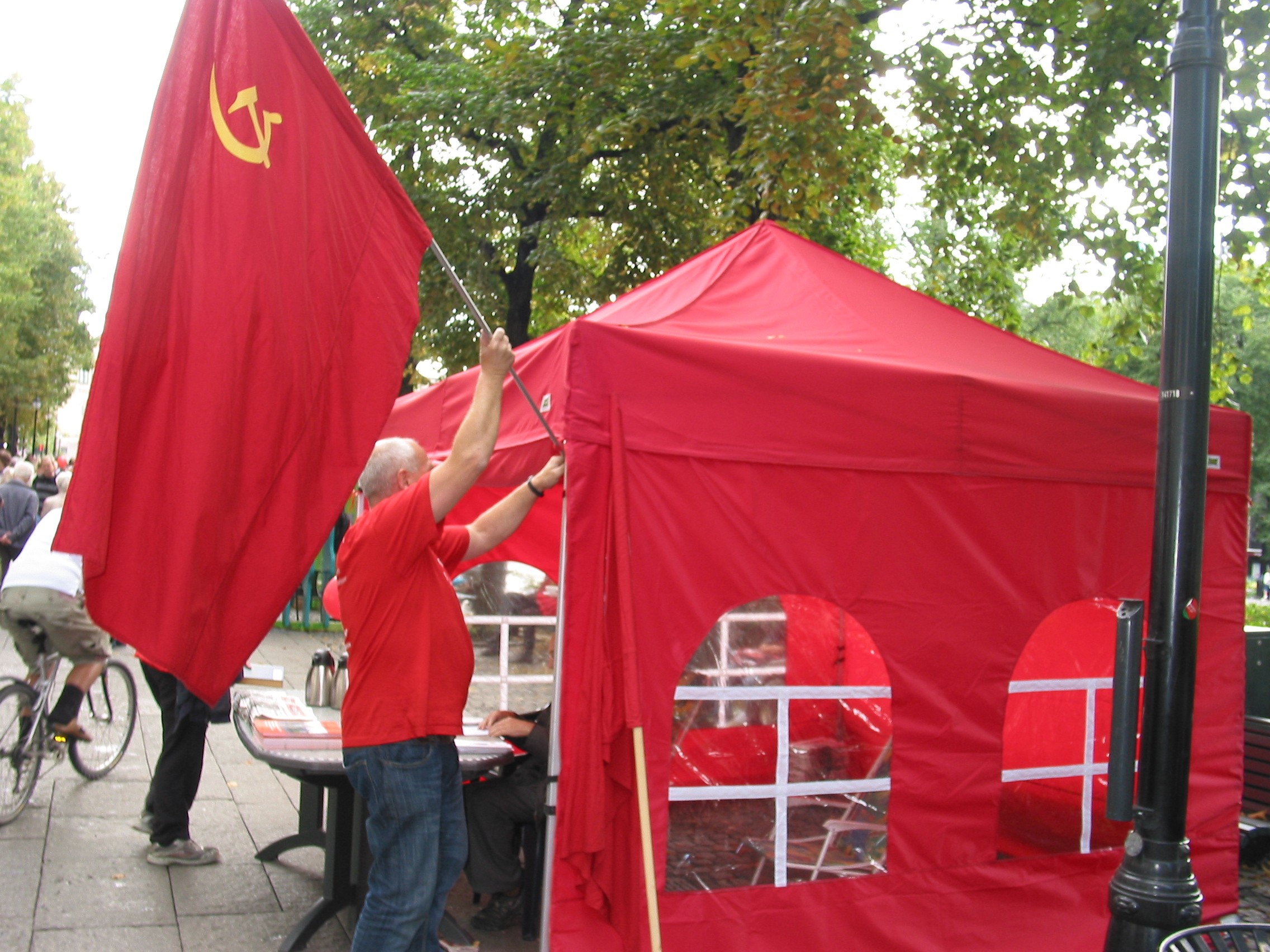
Stanowisko partii w kampanii wyborczej w 2009

Norweska Partia Komunistyczna (Norges Kommunistiske Parti) – norweska lewicowa partia polityczna. Założona w 1923 po rozłamie w Norweskiej Partii Pracy (DNA). Partia odgrywała znaczącą rolę w norweskim ruchu oporu przeciwko niemieckiemu okupantowi w czasie II wojny światowej. Obecnie odgrywa marginalną rolę w norweskiej polityce.

## Początki
Norweska Partia Pracy stała się członkiem Międzynarodówki Komunistycznej w 1919 pod kierownictwem Martina Tranmæla. Tranmæl początkowo poparł ruch przystępując do Kominternu, jednak stał się bardziej sceptyczny po ogłoszeniu dwudziestu jeden warunków, w których stwierdzono, że członek musiał egzekwować demokratyczny centralizm i dyscyplinę partyjną. Mimo to, Tranmæl nadal wspierał członkostwo Norweskiej Partii Pracy w Międzynarodówce. W 1921 nastąpił rozłam który doprowadził do powstania Socjaldemokratycznej Partii Pracy. Walka o władzę wkrótce wybuchła między Tranmælists i sympatykami Olava Scheflo.
Po 4. Światowym Kongresie Kominternu, w którym polityka ingerencji w wewnętrzne sprawy partii została zwiększona, Tranmæl postanowił opuścić Komintern. Udało mu się uzyskać większość w Centralnej Komisji w sprawie wycofania partii z członkostwa w Kominternie. Na nadzwyczajnej konferencji partyjnej w listopadzie 1923 przegłosowano wycofanie Norweskiej Partii Pracy z Kominternu. W reakcji, Scheflo i lewe skrzydło partii utworzyło Norweską Partie Komunistyczną. Organizacyjnie Norweska Partia Komunistyczna była reprezentacją Norwegii w Kominternie.
13 posłów Partii Pracy wstąpiło do partii komunistycznej. Sverre Støstad wybrany został na przewodniczącego, Halvard Olsen został zastępcą przewodniczącego a Peder Furubotn sekretarzem generalnym. Partia zdołała zdobyć 6,1 procent głosów w wyborach parlamentarnych 1924, poparcie dla ugrupowania spadło do 4 procent w 1927 roku a w 1930 roku do 1,7 procent głosów.
Komintern zażądał w lecie 1927 roku, żeby Norweska Partia Komunistyczna przesunęła się bardziej na lewo, forsując politykę socjalfaszyzmu. Socjaldemokraci mieli zostać uznani za głównego wroga komunizmu. Na 9. Plenum Komitetu Centralnego w 1928 roku, partia potępiła prawicową frakcję za wspieranie pracy rządu Christophera Hornsruda. Doprowadziło to do dalszej redukcji członków partii. Polityka ta doprowadziła do dalszej marginalizacji partii komunistycznej. W 1933 roku partia podjęła inicjatywę współpracy z Partią Pracy w ramach lasowanego przez Kominternu Frontu Ludowego. Propozycja została odrzucona, ale partia komunistyczna nadal proponowała współpracę Partii Pracy w 1935, 1936 i 1937 roku.

## II wojna światowa
Na początku II wojny światowej, w czasie wojny zimowej doszło do silnych tarć na linii socjaldemokratów i komunistów. Komuniści wspierali w działaniach wojennych Związek Radziecki a socjaldemokraci Finlandię.
Po inwazji niemieckiej na Norwegię 9 kwietnia 1940 NKP ogłosiło, że wojna była wojną imperialistyczną i że Niemcy oraz mocarstwa zachodnie są tak samo odpowiedzialne za jej wybuch. Według kierownictwa partia powinna być opozycyjna nie tylko wobec nazistów, ale także wobec rządu premiera Nygaardsvolda na wygnaniu. Jednak lokalnie komórki NKP w północnej Norwegii rozpoczęły (bez zgody kierownictwa partii), działalność zbrojną przeciw okupantowi. W sierpniu 1940 NKP była pierwszą norweską partią polityczną zakazaną przez niemieckie władze okupacyjne. Publikacja organu prasowego Arbeideren ustała. Partia zeszła do podziemia. W dniu 31 grudnia 1941, odbyła się tajna konferencja partii, która przyjęła plan walki zbrojnej. NKP zaczęła odgrywać wiodącą rolę w ruchu oporu, organizować sabotaż i działania partyzanckie. Wydawała również podziemne gazety i publikacje.

## Po wojnie
W rządzie jedności narodowej utworzonym po wojnie, komuniści uczestniczyli dzięki udziałowi dwóch ministrów Johana Stranda Johansena i Kirsten Hansteen. Hansteen była pierwszą kobietą ministrem Norwegii. Toczyły się wówczas rozmowy na temat ewentualnego połączenia NKP i DNA. W wyborach parlamentarnych 1945 roku NKP dostała 176 535 głosów (11,89%) i jedenaście mandatów w Stortingu. W 1946 Furubotn został ponownie wybrany sekretarzem generalnym. W 1949 roku NKP straciła wielu wyborców. Partia dostała 102 722 głosów (5,83%).
W połowie 1960 roku Departament Stanu USA szacował członków partii na około 4500. W 1968 partia potępiła sowiecką inwazję na Czechosłowację. W 1975 duża liczba członków dołączyła do Sosialistisk Venstreparti.
NKP zdobył trzy mandaty w wyborach komunalnych w 2003, dwa fotele w radzie miejskiej w Åsnes i jeden w Vadsø. Oddział Åsnes (zdecydowanie najsilniejszy tej partii) w tym czasie postanowił jednak opuścić partię w 2004 roku, tworząc nowe ugrupowanie Radikale Sosialister. Ponadto członek NPK został radnym Porsgrunn. W późniejszych wyborach NKP otrzymał około 1000 głosów. W 2005 roku w wyborach parlamentarnych, zdobył 1070 głosów – 0,04% sumy krajowej.
Partia publikuje tygodnik o nazwie Friheten („Wolność”), założony jako podziemne wydawnictwo w 1941 roku.